# Ермолинский, Алексей Владиславович
Алексей Владиславович Ермолинский (род. 11 апреля 1958, Ленинград) — советский и американский шахматист, тренер, комментатор.

## Биография
Воспитанник шахматной школы Ленинградского Дворца пионеров. Занимался под руководством заслуженного тренера СССР Владимира Зака. Мастер спорта СССР с 1977 года. Был участником нескольких чемпионатов Ленинграда. В 1985 году, победив в добавочном матче Владислава Воротникова, стал чемпионом города. Поделил 2—3 места на международном турнире «Белые ночи» 1984 года в Ленинграде. Окончил Ленинградский институт точной механики и оптики.
После короткого пребывания в Италии переезжает в США. В 1990 получает звание международного мастера, через два года выполняет норму гроссмейстера. Делит 1—2 места с Александром Шабаловым в чемпионате США 1993 года, а в 1996 становится единоличным чемпионом. В составе американской сборной завоевал третье место на Всемирной олимпиаде в 1996, был вторым в 1998.
Параллельно пробует свои силы на тренерском поприще. В первой половине восьмидесятых был тренером-секундантом у Ирины Левитиной, помогал Владимиру Епишину и Александру Халифману. В США некоторое время возглавлял онлайн-школу Yermo Chess Academy.

## Изменения рейтинга
| Графики недоступны из-за технических проблем. См. информацию на Фабрикаторе и на mediawiki.org. |

## Книги
- Yermolinsky, Alex (2000). Road to Chess Improvement. Gambit Publications. ISBN 1-901983-24-2.
- Yermolinsky, Alex (2006). Chess Explained: The Classical Sicilian. Gambit Publications. ISBN 1-904600-42-5.